# 厄沃迪克湖
53°59′46″N 10°45′10″E / 53.996128°N 10.7527837°E

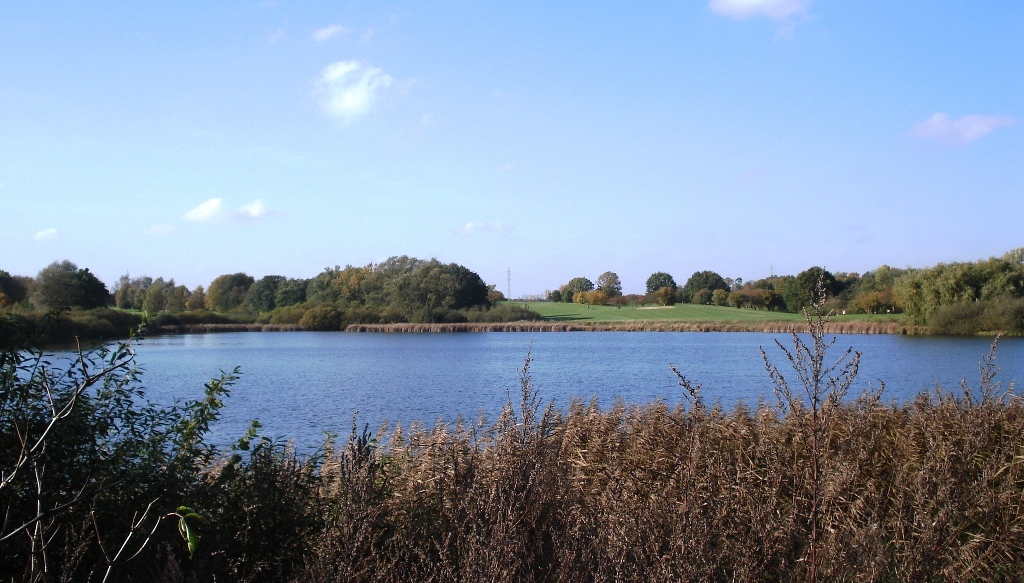

厄沃迪克湖（德語：Överdiek），是德國的湖泊，位於該國北部石勒蘇益格-荷爾斯泰因州，由東荷爾斯泰因縣負責管轄，長0.6公里、寬0.3公里，面積0.1平方公里，海拔高度19米，平均水深1米，最大水深2米，水體容量11.3萬立方米。